# Keller, Texas
Keller là một thành phố thuộc quận Tarrant, tiểu bang Texas, Hoa Kỳ. Năm 2010, dân số của xã này là 39627 người.

## Dân số
- Dân số năm 2000: 27345 người.
- Dân số năm 2010: 39627 người.